# Rain City Drive
Rain City Drive ist eine 2014 gegründete Rockband aus Sacramento, Kalifornien. Die Gruppe wurde am 23. März 2014 als Slaves gegründet und änderte im Oktober 2021 seinen Namen zunächst in Rain City und einen Monat später in Rain City Drive. Gründer ist Jonny Craig, ehemaliger Sänger bei Dance Gavin Dance und Emarosa. Ihr Debütalbum Through Art We Are All Equals wurde am 24. Juni 2014 veröffentlicht. Der Nachfolger, Routine Breathing, erschien im August 2015.
Seit ihrer Gründung spielte die Gruppe in den Vereinigten Staaten, Australien und im Vereinigten Königreich als Vorband für Hands Like Houses, The Acacia Strain, Like Moths to Flames, Sworn In, Betraying the Martyrs, In Hearts Wake, We Came as Romans, Bury Tomorrow und Palisades.

## Geschichte

### Gründung undThrough Art We Are All Equals
Offiziell wurde Slaves am 23. März 2014 von dem ehemaligen Emarosa-Sänger Jonny Craig in Sacramento im Bundesstaat Kalifornien gegründet. Zu ihm gesellten sich die beiden Hearts & Hands-Gitarristen Alex Lyman und Christopher Kim, Gitarrist Jason Mays, der ehemalige Musical-Charis-Bassist Colin Vieira, sowie der frühere Schlagzeuger von D.R.U.G.S. und Four Letter Lie, Tai Wright. Die Bandbesetzung wurde bereits am 15. Januar 2014 bekanntgegeben, allerdings stand zu diesem Zeitpunkt der Name der Gruppe noch nicht fest. In einem Interview mit Brendan Manley vom Alternative Press sagte Craig, dass er Lyman und Kim während einer gemeinsamen Tournee, die er als Solo-Musiker absolvierte, kennenlernte. Den Kontakt zu ihrem Schlagzeuger konnte er vor einigen Jahren während der Warped Tour knüpfen.
Bereits am 22. April 2014 veröffentlichte die Gruppe die erste offizielle Single The Fire Down Below. Die zweite Singleauskopplung, The Upgrade Pt. II erschien am 13. Mai 2014 auf digitaler Ebene. Am 28. Mai 2014 folgte die Herausgabe der dritten Single, die Starving for Friends heißt. Als Gastmusiker ist Vic Fuentes von Pierce the Veil zu hören. Auch wenn die Gruppe erst am 23. März 2014 offiziell der Öffentlichkeit präsentiert wurde, bestand die Besetzung der Band bereits mehrere Monate. Am 3. März 2014 wurde das Projekt von Artery Recordings unter Vertrag genommen. Damit ist Slaves die erste Band von Craig, die nicht bei Rise Records unter Vertrag steht. Slaves arbeiteten mit dem Produzenten Kris Crummett an ihrem Debütalbum, dass Through Art We Are All Equals heißt und am 24. Juni 2014 weltweit veröffentlicht wurde. Als Gastmusiker sind Tyler Carter (Issues), Vic Fuentes (Pierce the Veil) und Kyle Lucas zu hören. In Australien wurde das Album am 4. Juli 2014 über Faction Records, dass zu Sony Music gehört, veröffentlicht. Seit dem 29. April 2014 konnte das Album vorbestellt werden. In der ersten Verkaufswoche konnten 5,500 Tonträger in den Vereinigten Staaten abgesetzt werden.
Am 23. Mai 2014 absolvierte die Gruppe ihre erste Konzertreise. Dabei war die Gruppe als Vorband für Hands Like Houses zu sehen. Die Tournee umfasste zwölf Konzerte in zehn Bundesstaaten der USA und endete am 7. Juni 2014. Am 13. Mai 2014 wurde die Gruppe für die Allstars Tour bestätigt, welche zwischen dem 11. Juli 2014 und dem 3. August 2014 ausgetragen wurde. Auch wurden unter anderem The Acacia Strain, Like Moths to Flames, Sworn In, Upon This Dawning, Palisades und Betraying the Martyrs bestätigt. Direkt im Anschluss folgte zwischen dem 7. und 23. August 2014 die erste Tournee durch die Vereinigten Staaten als Headliner. Im Vorprogramm traten unter anderem Myka, Relocate, Alive Like Me und Youth in Revolt auf. Die Konzertreise umfasste dreizehn Auftritte. Gitarrist Jason Mays gab am 31. Mai 2014 aus persönlichen Gründen seinen Ausstieg aus der Band bekannt. Zwischen dem 8. und 15. Oktober 2014 spielte die Gruppe fünf Konzerte in Australien. Im Anschluss an dieser Tournee war die Gruppe für sieben Shows im Vereinigten Königreich als Vorband für Bury Tomorrow, In Hearts Wake und Hands Like Houses zu sehen.
Slaves coverten Sweater Weather von The Neighbourhood für den Sampler Punk Goes Pop 6, welcher am 17. November 2014 über Fearless Records veröffentlicht wurde. Im Februar 2015 gab Christopher Kim über Twitter den Ausstieg aus der Band bekannt.

### Routine Breathing
Im Januar 2015 gab die Gruppe bekannt, an ihrem zweiten Album arbeiten zu wollen. Die Gruppe plante nach einer Tournee als Vorband für The Color Morale, welche zwischen dem 19. März und 2. Mai 2015 stattfand, ins Studio zu gehen und mit den Aufnahmen zu beginnen. Am 10. Juli 2015 wurde mit Burning Our Morals Away die Single aus dem Album, welches Routine Breathing heißt, über dem Musikmagazin Alternative Press veröffentlicht. Ungefähr zwei Wochen später veröffentlichte die Gruppe mit Death Never Lets Us Say Goodbye, nachdem dieses Stück wenige Tage zuvor geleakt wurde. Die Gruppe kündigte am 28. Juli 2015 an, dass ihr zweites Album vor dem geplanten Veröffentlichungszeitraum im Oktober, am 21. August 2015 veröffentlicht werden würde. Routine Breathing erschien letztlich am besagten Tag. Innerhalb der ersten Verkaufswoche konnte das Album 5.500 mal verkauft werden, sodass das Album auf Platz 104 in den US-amerikanischen Albumcharts einsteigen konnte.
Zwischen dem 17. Juli 2015 und dem 8. August 2015 sollte die Band auf der Warped Tour spielen. Allerdings spielte die Band lediglich ihre ersten drei Konzerte auf der Festivaltournee. Die Konzerte in Cincinnati und Toronto wurden von der Band nicht gespielt. In einer Versammlung der Warped-Tour-Crew in der Nacht vom 18. auf dem 19. Juli 2015 wurde die Gruppe aus dem Billing gestrichen und eine weitere Teilnahme an der Warped Tour untersagt. Grund hierfür seien Vorwürfe, dass die Gruppe bei ihren drei Auftritten an der Tour Drogen an Festivalbesucher verkauft haben sollen. Zudem warf eine unbekannte Festivalbesucherin Sänger Jonny Craig sexuelle Belästigung vor. Die Musiker wiesen diese Vorwürfe in einem Statement als haltlos zurück. Durch den Rauswurf von der Warped Tour und einer hohen Arztrechnung, welche auf einen Vorfall kurz vor Antritt auf ebendieser Tournee passierte – Gitarrist Alex Lyman wurde bei einer Messerstecherei verletzt –, hatte die Gruppe einen Schuldenberg von knapp 30.000 USD. Durch Hilfe ihrer Fans konnte diese Summe innerhalb von 48 Stunden beglichen werden. In einer Mitteilung, welche die Gruppe online veröffentlichte, sagten die Musiker aus, dass die Band nur dank der Hilfe ihrer Fans weiterhin Bestand habe. Allerdings teilten sie auch mit, dass der Ausschluss von der Warped Tour das Beste gewesen sei, was ihnen hätte passieren können.

„We put all our merch up to cover what we could of our debt and bow out. Little did we know that less than 48 hours later we, or better yet our fans, would generate enough money to pull us COMPLETELY out of debt. Yes twenty nine thousand dollars of debt, GONE. Getting voted off Vans Warped Tour is the best thing to ever happen to our band, it was more of a reminder than a punishment.“

Dieser Vorfall auf der Warped Tour führte allerdings auch zu dem Verlust ihres Musikagenten und der Ausschluss von einer nationalen Konzertreise im Vorprogramm von Blessthefall und Stick to Your Guns. Slaves wurden dabei durch Emarosa ersetzt, in welcher Craig bis 2012 als Sänger aktiv war. Die Gruppe kündigte indes an, eine andere Tournee für den gleichen Zeitraum zusammenstellen zu wollen. Am 17. September 2015 wurde schließlich eine nationale Konzertreise als Hauptvorband für Dance Gavin Dance angekündigt, in welcher Sänger Craig zwischenzeitlich als Sänger aktiv war. Die US-Tour beginnt am 14. November 2015 in Seattle, Washington und endet nach 29 Konzerten am 12. Dezember 2015 in Santa Cruz, Kalifornien.
Christopher Kim, welcher im Februar 2015 seinen Ausstieg aus der Band bekanntgab, wurde kurzerhand durch den Gitarristen Jonathan Wolfe ersetzt. Wolfe sollte die Gruppe als Sessionmusiker auf ihrer Tournee begleiten, allerdings wurde er bereits am dritten Tag der Tournee in Texas aus der Band geworfen.
Im März und April 2016 tourte die Gruppe mit Capture the Crown, Myka, Relocate, Conquer Divide und Outline in Color durch Nordamerika. Am 7. Februar 2016 wurde die Gruppe für das Download-Festival angekündigt. Auch wurde Slaves für das Graspop Metal Meeting gebucht.

### Zwischenzeitliche Pause,Beautiful Deathund Anschuldigungen
Am 10. April 2016 gab Sänger Jonny Craig das Ende der Band bekannt. In einem ausführlichen Statement, berichtete Craig, dass seine Drogensucht Anlass für das Aus seiner Karriere darstellt. Er schrieb, dass er eventuell die bereits angekündigten Konzerte im Sommer mit Slaves absolvieren werde, allerdings werde die Band vollkommen neu besetzt sein. Nach der Tournee plant Craig eine Entzugsklinik aufzusuchen. Am 20. Mai 2016 revidierte Craig die Auflösungsankündigung und ging mit Bassist Collin Viera auf Europa-Tour, begleitet von Gastmusikern aus England. In einem weiteren Interview erklärten Craig und Viera die Gründe für das Aussteigen der übrigen Musiker, die Streitigkeiten mit Artery Recordings und die zukünftige Situation der Band. So gaben die Musiker bekannt, nach der Europatour mit Palisades eine musikalische Auszeit zu nehmen. Es wurde aber bereits angekündigt, dass die Gruppe mit anderen Musikern, darunter Will Swan von Dance Gavin Dance, K.C. Simonsen von Outline in Color und Joe Arrington von A Lot Like Birds arbeiten zu wollen. Im Januar 2017 erschien mit I'd Rather See Your Star Explode ein erstes neues Lied nach dem Comeback.
Im September und Oktober 2017 tourten Slaves mit Secrets durch die Vereinigten Staaten; früher geplante Konzerte wurden abgesagt, da sich Jonny Craig wegen anhaltender Rückenschmerzen operieren ließ. Mitte November 2017 kündigte die Band das inzwischen dritte Album namens The Beautiful Death für den 12. Januar 2018 an und veröffentlichten zeitgleich mit True Colors ein weiteres Lied aus dem Album. Es wurden Anschuldigungen des sexuellen Fehlverhaltens gegenüber Sänger Jonny Craig bekannt, woraufhin die Band von ihrem Label gedroppt wurde.
Am 18. Januar 2019 erschien mit Revision eine Akustik-EP mit sechs Stücken, von denen vier Lieder auf früheren Alben zu finden sind. Wenige Tage darauf wurde Jonny Craig aufgrund seiner langjährigen Drogenabhängigkeit aus der Band geworfen, wobei Craig angab selbst aus der Band ausgestiegen zu sein.

### Neuer Sänger und Namenswechsel
Am 26. Juli 2019 wurde mit Matt McAndrew, dem Zweitplatzierten der siebten Staffel von The Voice, der neue Sänger vorgestellt. Die Kontaktaufnahme zu McAndrew kam auf Vorschlag des Escape-the-Fate-Gitarristen Kevin Gruff zustande.
Ende Mai des Jahres 2020 kündigte die Gruppe mit To Better Days ihr nunmehr viertes Studioalbum an. Dieses erscheint voraussichtlich am 7. August gleichen Jahres über das Label SBG Records. Etwa einen Monat später kündigte die Gruppe an, dass To Better Days zugleich das letzte Album unter ihrem Bandnamen SLAVES sein werde. Die Musiker entschieden sich zu diesem Schritt, da der Name in Zeiten von Rassismus unpassend sei und die Black-Lives-Matter-Bewegung denunziere. Die Musiker hingegen gaben bekannt, dass sie der Black-Lives-Matter-Bewegung nahe stehen. Der neue Name der Gruppe wurde nicht bekannt gegeben. Nach Lady A und The Chicks sind Slaves somit die dritte Gruppe, die diesen Schritt gehen. Schließlich änderte die Band im Oktober 2021 seinen Namen in Rain City.
Im September 2024 wird ein neues Album namens "Things are Different Now" veröffentlicht.

## Musikstil
Jonny Craig erzählte in einem Interview mit Alternative Press, dass die Musik von Slaves sowohl Einflüsse von Emarosa als auch von Dance Gavin Dance miteinander kombiniere. Er war früher als Musiker in beiden Bands aktiv. Seine Liedtexte sind auf einer sehr emotionalen und persönlichen Basis verfasst. Wie bei Emarosa verzichtet Craig auch bei Slaves komplett auf den Einsatz von gutturalen Gesangstechniken. Das Stück Those Who Stand for Nothing Fall for Everything schrieb er für seine Großmutter und The Hearts of Our Young widmete Craig seiner Mutter. Im letztgenannten Lied singt Natalie Craig, seine Schwester, mit. Das Stück Starving for Friends hingegen stellt eine Entschuldigung an alle Personen dar, die er in der Vergangenheit durch seine Aktionen verletzt hat.
Die Musik von Slaves wurde als „dynamische Rockmusik mit melodischem Flair“ beschrieben, welches den „Drama in die Höhe treibt“. Es heißt, dass Craig durch seine Stimme den Soul und R&B wieder zurück in den Post-Hardcore bringe, was er bereits mit seinen früheren Bands getan hat. Durch die Kooperation mit Pierce-the-Veil-Frontmann Vic Fuentes im Lied Starving for Friends wurde sogar ein musikalischer Vergleich mit der kurzlebigen Post-Hardcore-Supergroup Isles & Glaciers herangezogen.
Im Januar 2019 schied Jonny Craig aus der Band aus. Grund war seine Sucht und eine nötige anstehende Behandlung dieser. Bei der laufenden Tour als Vorband von Escape the Fate übernahm Matt McAndrew den Gesangspart.

## Diskografie

### Alben
- 2014: Through Art We Are All Equals (Artery Recordings, Faction Records; als Slaves)
- 2015: Routine Breathing (Artery Recordings; als Slaves)
- 2018: Beautiful Death (The Orchard; als Slaves)
- 2020: To Better Days (The Orchard; als Slaves)
- 2022: Rain City Drive (Thriller Records)
- 2024: Things Are Different Now (Thriller Records)

### EPs
- 2019: Revision (SBG Records)

### Singles
- 2014: The Fire Down Below (Artery Recordings)
- 2014: The Upgrade Pt. II (Artery Recordings)
- 2014: Starving for Friends (feat. Vic Fuentes, Artery Recordings)
- 2015: Burning Our Morals Away (Artery Recordings)